# Szindzsár-hegység
A Szindzsár-hegység (kurd: چیایێ شنگالێ, Çiyayê şingalê, arab: جل سنجار Dzsebel Szindzsár) egy keletről nyugatra húzódó, kb. 100 km hosszú hegység, amely Irak és Szíria határán a környező sztyeppsíkságok fölé emelkedik. 
A nagyobb része Irak északnyugati részén, a Ninivei kormányzóságban, mintegy 75 km hosszan húzódik. Legnagyobb magassága 1463 m.
A hegyvonulattól délre található az azonos nevű Szindzsár város.

## Éghajlat
A Szindzsáron félszáraz szubtrópusi éghajlat uralkodik, mediterrán jellemzőkkel, forró, száraz nyarakkal és hűvös, nyirkos telekkel. 
A gerincrégiók télen hósapkát viselnek.

## Flóra
A 800 méter feletti zóna potenciális erdőterület, de az emberi negatív hatások miatt, mint a fakitermelés és a legeltetés, a várható tölgyesek nagyon ritkák vagy csak a nehezen megközelíthető területeken találhatók meg. Helyüket nagyrészt a magassághoz igazodó sztyeppflóra váltotta fel.
A területet nagyrészt juhlegelőként használják. Ezen kívül a völgyekben főleg gabonaféléket, zöldségeket és dohányt termesztenek, részben teraszos és öntözött szántóföldeken. A lejtőkön gyümölcsösök élnek. Már a történelmi beszámolók is dicsérik az itteni fügét és a datolyát.